# Thoburnia rhothoeca
Thoburnia rhothoeca és una espècie de peix de la família dels catostòmids i de l'ordre dels cipriniformes.

## Morfologia
Pot assolir 18 cm de longitud total, encara que la seua mida normal és de 12.

## Reproducció
Hom creu que té lloc a l'abril i el maig.

## Alimentació
Menja plantes i larves de quironòmids.

## Hàbitat
És un peix d'aigua dolça, demersal i de clima temperat (39°N-37°N).

## Distribució geogràfica
Es troba als Estats Units: les conques fluvials atlàntiques de Virgínia i Virgínia Occidental des del riu Potomac fins al riu Roanoke.

## Observacions
És inofensiu per als humans i la seua longevitat és de 7 anys.